# Francisque Ravony
Francisque Ravony, född 1942, död 15 februari 2003, var regeringschef på Madagaskar från den 9 augusti 1993 till den 30 oktober 1995.